# Alan Giles
El Venerable Alan Stanley Giles (28 de mayo de 1902 - 26 de marzo de 1975) fue un eminente sacerdote anglicano de la segunda mitad del siglo XX.
Nació en una familia eclesiástica y se educó en Manchester Grammar School y The Queen's College, Oxford. Fue ordenado en 1932 y comenzó su carrera como coadjutor de St Ebbe's, Oxford y capellán de Christ Church. De 1934 a 1959 fue capellán de la RAF, ascendiendo a través del servicio hasta convertirse en su archidiácono (capellán en jefe) desde 1953. Fue hecho prisionero de guerra el 8 de marzo de 1942 y retenido en Java por el fuerzas de ocupación japonesas.
Capellán honorario del rey y luego de la reina, fue decano de Jersey desde 1959 hasta 1970.